# Králův Dvůr
Králův Dvůr (Duits: Königshof) is een Tsjechische stad in de regio Midden-Bohemen, en maakt deel uit van het district Beroun. Králův Dvůr telt 10.428 inwoners (2023).
Králův Dvůr heeft een spoorwegstation aan spoorlijn 170, geheten station Beroun-Králův Dvůr. In de wijk Popovice, aan het zuiden van de stad, ligt nog een spoorwegstation: station Beroun-Popovice.

## Geschiedenis
- 1394 – De eerste schriftelijke vermelding van Králův Dvůr.
- 2003 – De gemeente Zahořany wordt door de gemeente Králův Dvůr geannexeerd.
- 2004 – De gemeente Králův Dvůr krijgt de status stad.[1]